# Христо Арнаудов (кмет)
Христо Арнаудов е български икономист и политик. Кмет на Стара Загора за няколко месеца през 1976 г.

## Биография
Роден е в село Оряховица през 1928 г. Висшето му образование е икономическо. Започва да работи в отделни периоди в градския, общинския и окръжния народни съвети в Стара Загора.